# Gros Peyron
Il Gros Peyron è una montagna delle Alpi Cozie alta 3.047 m, situata sullo spartiacque fra la Maurienne (Modane) e l'alta valle di Susa (Bardonecchia).

## Descrizione
La cima si trova sul crinale Dora-Arc ed è separata verso sud-est dai Rochers Cornus (e dalla più celebre Rognosa d'Etiache) dal Passo dei Rochers Cornus (2.974 m); a nord-ovest il Col d'Etiache (2.799 m) la divide invece dal gruppo di cime che culmina con la Pierre Menue.
Il Gros Peyron presenta un versante nord ovest detritico mentre il lato sud, affacciato sul Vallone di Rochemolles, è piuttosto roccioso e dirupato. Il versante nord-orientale si apre infine sulla conca che ospitava un tempo il piccolo ghiacciaio di Etiache.

In corrispondenza della cima si staccano dallo spartiacque principale due creste; la prima ha andamento verso nord e collega il Gros Peyron al vicino Pic du Diable (2.926 m); questa seconda montagna, interamente in territorio francese, si presenta con alte pareti strapiombanti verso la Valle dell'Arc ma è raggiungibile senza grosse difficoltà dal Gros Peyron.
Un secondo crestone si dirige a sud e divide i valloni di Etiache e dei Rochers Cornus, entrambi tributari di quello di Rochemolles. 

La sommità del Gros Peyron è costituita da due arrotondate elevazioni separate da una poco marcata insellatura a quota 3.029 m; la quota 3.041 si trova a nord-est mentre il punto culminante (3.047 m) è a sud-ovest e si affaccia sul Vallone di Rochemolles.
.

## Escursionismo e sci
La via di salita normale per raggiungere il Gros Peyron dal lato italiano parte dal fondo del Vallone di Rochemolles, raggiunge per un comodo sentiero il Col d'Etiache e quindi guadagna la cima della montagna per tracce di passaggio sul versante nord-ovest.
Il rifugio Scarfiotti può servire da punto di appoggio per le escursioni nella zona.
Dal lato francese si può salire alla cima sempre transitando dal Colle d'Etiache, a sua volta raggiungibile da Bramans per un ampio vallone pascolivo.
La montagna è un'apprezzata (anche se abbastanza impegnativa) meta sci-alpinistica.

## Cartografia
- Cartografia ufficiale italiana dell'Istituto Geografico Militare (IGM) in scala 1:25.000 e 1:100.000, consultabile on line
- Cartografia ufficiale francese dell'Institut géographique national (IGN), consultabile online Archiviato il 13 novembre 2007 in Internet Archive.
- Istituto Geografico Centrale - Carta dei sentieri e dei rifugi scala 1:50.000 n. 1 Valli di Susa Chisone e Germanasca e 1:25.000 n. 104 Bardonecchia Monte Thabor Sauze d'Oulx